# Arnela Odžaković
Arnela Odžaković, née le 5 septembre 1983 à Trebinje, en Yougoslavie, est une karatéka bosnienne.

## Carrière
Aux Jeux méditerranéens de 2005 à Almería, elle remporte la médaille d'or des moins de 65 kg, battant en finale l'Espagnole Gloria Casanova Rodriguez. Elle obtient aux Championnats d'Europe de karaté 2007 à Bratislava la médaille d'argent en plus de 60 kg et la médaille d'argent en kumite par équipe.
Aux Championnats d'Europe de karaté 2008 à Tallinn, elle est médaillée d'argent en plus de 60 kg et médaillée de bronze en kumite par équipe.
Elle est médaillée de bronze en moins de 68 kg aux Jeux méditerranéens de 2009 à Pescara.